# 都村 (奈良県)
都村（みやこむら）は奈良県北西部、磯城郡に属していた村。現在は田原本町の北部。近鉄黒田駅周辺に相当する。

## 歴史
- 1889年（明治22年）4月1日 - 町村制の施行により、式下郡 宮古村、黒田村、富本村、新町村、八尾村が合併し都村が成立。
- 1897年（明治30年）4月1日 - 所属郡を磯城郡に変更。
- 1956年（昭和31年）9月30日 - （旧）田原本町、多村、川東村、平野村と合併し、（新）田原本町が発足。同日都村消滅。

## 交通

### 鉄道路線
- 大和鉄道
  - 黒田駅